# Pier Vittorio Tondelli
Pier Vittorio Tondelli (Correggio, 14 settembre 1955 – Correggio, 16 dicembre 1991) è stato uno scrittore, curatore editoriale, saggista, giornalista pubblicista e drammaturgo italiano.
È l'autore di Altri libertini, romanzo di culto fra i giovani italiani degli anni ottanta, ed è considerato uno dei maggiori esponenti della letteratura postmoderna italiana. Ha curato anche antologie di scrittori esordienti per la casa editrice Transeuropa.

## Biografia

### Origini
Frequentò il liceo classico "Rinaldo Corso", dove conseguì la maturità nel 1974. Durante l'adolescenza si dedicò all'attivismo cattolico, cominciando a scrivere i primi articoli per i giornali di Azione Cattolica e delle ACLI. Si firmava Vicky e così veniva chiamato dagli amici. Parallelamente agli studi, intraprese la collaborazione a diverse iniziative culturali, tra cui una radio libera correggese, Radio Attiva, e una cooperativa teatrale. A questo periodo risale la riduzione per il teatro del romanzo Il piccolo principe di Antoine de Saint-Exupéry, da lui scritta e portata in palcoscenico, con l'aiuto di amici e compagni di scuola.
Dopo aver conseguito la maturità classica, Tondelli si iscrisse al DAMS dell'Università degli Studi di Bologna, corso universitario all'epoca appena nato, afferente alla Facoltà di Lettere e Filosofia, dove insegnavano accademici come Umberto Eco e Gianni Celati. Il 26 febbraio 1980 si laureò con la votazione di 110/110 e lode, discutendo una tesi in estetica (relatore Paolo Bagni), intitolata Letteratura epistolare come problema di teoria del romanzo. Nell'aprile del 1981 partì per il servizio militare: svolse il CAR a Orvieto e venne poi trasferito a Roma alla Caserma "Macao" del Castro Pretorio.
Nell'aprile del 1982 si iscrisse all'Ordine dei giornalisti, elenco pubblicisti, rimanendovi iscritto sino alla morte. Nel novembre del 1985 firmò - con altre decine di artisti, attori, intellettuali, registi e scrittori - l'appello «Aid for Aids» lanciato da Babilonia, storica rivista gay, per una serata a Milano in cui raccogliere fondi da destinare alla ricerca sull'AIDS. Tenne la rubrica Culture Club sul mensile Rockstar, in cui dispensava ai lettori, perlopiù giovani, indicazioni di lettura; nel 1989 progettò la rivista quadrimestrale Panta, in cui si confrontavano giovani scrittori italiani e stranieri.

### Altri libertinie il successo
Nel 1980, dopo un lungo e travagliato processo di lavoro e con la collaborazione di Aldo Tagliaferri, revisore di alcuni suoi racconti, LaFeltrinelli ne pubblicò il risultato, la sua prima raccolta di racconti, Altri libertini. Il libro, che esibiva un linguaggio volgare, ricco di bestemmie e scene esplicite di sesso e violenza, fornendo un audace ritratto della degradata periferia bolognese di fine anni settanta, appena venti giorni dopo la pubblicazione fu sequestrato per un anno dal procuratore della Repubblica dell'Aquila; ciò nonostante, ebbe un grandissimo successo di pubblico (soprattutto giovane) e di critica, anche se alcuni recensori lo definirono un fenomeno passeggero.

### Attività letteraria
Nel febbraio 1981, mentre svolgeva il servizio di leva, pubblicò, sul Resto del Carlino e La Nazione, Il diario del soldato Acci. 
(Tondelli 2000, p. XL)
Assolti gli obblighi di leva, tornò a Bologna dove cominciò a collaborare alla rivista Linus. Nel giugno 1982 pubblicò sempre per Feltrinelli il romanzo Pao Pao. Nel frattempo, incominciò un sincero rapporto di stima con François Wahl, punto di riferimento importantissimo in tutte le fasi della sua produzione letteraria. Al 1984 risale la prima stesura del dramma teatrale Dinner Party.
Nel 1985 pubblicò per Bompiani il terzo romanzo Rimini, che gli assicurò un nuovo successo tra i lettori, anche se accolto freddamente dalla critica. In risposta, sul mensile Linus creò il progetto Under 25, con lo scopo di concedere spazio ai giovani scrittori. In quegli anni pensò anche a un adattamento cinematografico di Rimini, progetto che però fu abbandonato. I fratelli Vanzina proposero di trarne un film ma Tondelli non accettò. Divennero sempre più frequenti, intanto, i viaggi in Europa, tra Parigi, Amsterdam e Berlino.
(Tondelli 2000, p. XLVI)
Nel 1986 pubblicò per il piccolo editore bolognese Baskerville Biglietti agli amici, uscito in poche copie passando, anche per sua volontà, quasi inosservato. Intanto proseguiva l'uscita dei volumi per il progetto Under 25, che lanciò Gabriele Romagnoli, Giuseppe Culicchia e Silvia Ballestra. Lavorò poi al progetto Mouse to mouse, per Mondadori con l'intenzione di pubblicare narrazioni che esprimessero i cambiamenti della società e della scrittura.
Nel 1989 pubblicò, ancora per Bompiani Camere separate, opera distante dallo stile dei lavori precedenti. Nel 1990 uscì il primo volume di Un weekend postmoderno. Cronache dagli anni ottanta in collaborazione con Fulvio Panzeri, raccolta di tutta l'opera letteraria, saggistica e giornalistica di Tondelli.

### Il teatro

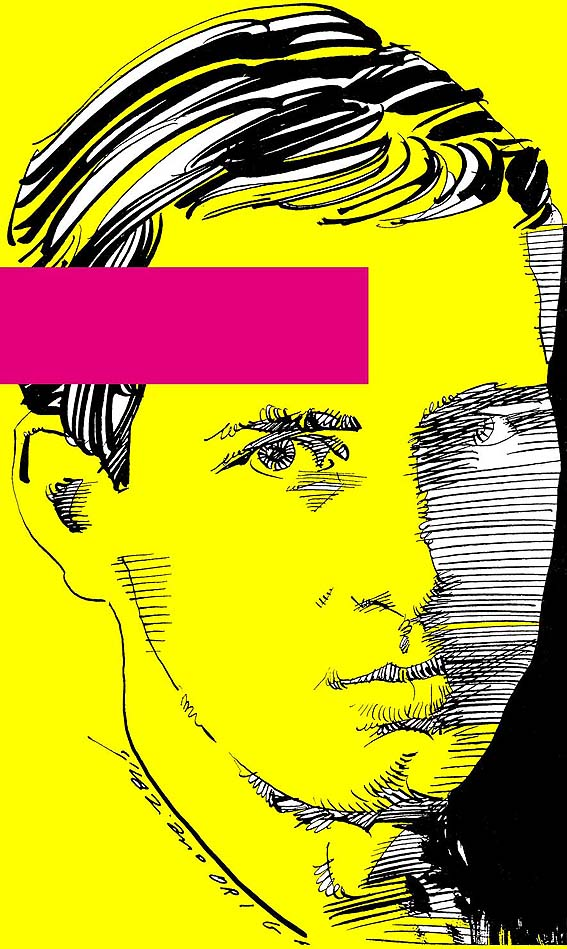
Pier Vittorio Tondelli in un ritratto artistico di Graziano Origa per Babilonia (1992)

Nella biografia di Tondelli viene spesso citata la trasposizione scenica de Il piccolo principe di Saint-Exupéry: si trattò di un allestimento amatoriale fatto con alcuni adolescenti, dei quali lui era delegato parrocchiale, nel teatrino della scuola cattolica “Contarelli” di Correggio. A livello professionale, Tondelli per il teatro scrisse solo Dinner Party, che inizialmente si chiamava La notte della vittoria – è questo infatti il titolo con cui ricevette il Premio Speciale della giuria al 38° “Premio Riccione ATER per il teatro”, nel 1985. Se ne conoscono due letture sceniche e due allestimenti. Il 9 aprile 1994, per iniziativa di Emilia Romagna Teatro e della fondazione I Teatri di Reggio Emilia, il regista Piero Maccarinelli propone, nel teatro comunale Ariosto di Reggio, una lettura con gli attori Bruno Armando, Franco Castellano, Maurizio Donadoni, Ugo Maria Morosi, Daria Nicolodi, Anna Nogara e Sabina Vannucchi.
Lo stesso regista e quasi lo stesso cast (Sandra Ceccarelli e David Sebasti sostituivano la Vannucchi e Armando), ripropongono la lettura integrale di Dinner Party in diretta su Radio3 mercoledì 16 dicembre 2001, a dieci anni dalla morte di Tondelli. Nel novembre 2002 arriva un allestimento vero e proprio, realizzato da Ert con la regia di Nanni Garella: viene messo in scena a Scutari (Albania), con un cast albanese, nell'ambito di un progetto di cooperazione internazionale fra la regione Emilia-Romagna e il Paese adriatico. L'anno seguente sempre Garella e l'ERT, con il CTB-Centro Teatrale di Brescia, riprendono il testo con una compagnia italiana: esordì il 31 ottobre a Correggio poi tournée fino a inizio 2004.
Il romanzo d'esordio, Altri libertini, fu oggetto di una trasposizione teatrale, cui collaborò lo stesso autore, che andò in scena il 30 novembre 1985 nel teatro di Correggio con il titolo Altri libertini – Una favola postmoderna, regia di Gian Franco Zanetti e scene di Igort: si trattava di due atti unici, Posto ristoro e Autobahn, interpretati da un gruppo eterogeneo, comprendente giovani con qualche esperienza nello spettacolo (come Dario Parisini e Stefano “Sbarbo” Cavedoni, ex-Skiantos), i partecipanti a un corso teatrale organizzato dall'Assessorato ai giovani del Comune di Reggio Emilia, e anche un vero travestito che si prostituiva a Bologna. La produzione vedeva insieme Comune di Reggio, Centro servizi e spettacoli di Udine e compagnia Altarte di Roma, con il patrocinio del Comune di Correggio per le prove finali e la sera dell'esordio. Fu replicato a Reggio Emilia e pochissime altre città, anche perché – come già per il romanzo – avevano suscitato polemiche e creato problemi sia il linguaggio sia il contenuto (in una delle città la rappresentazione fu annullata).
Nel 2011 fu realizzata una versione teatrale dell'ultimo romanzo, Camere separate, con il titolo Biglietti da camere separate, prodotto da Teatri di Vita, con la drammaturgia e regia di Andrea Adriatico e l'interpretazione di Maurizio Patella e Mariano Arenella. L'esordio è avvenuto il 28 luglio 2011 al MAMbo - Museo d'Arte Moderna di Bologna, e lo spettacolo fu replicato in diversi festival (tra cui Short Theatre a Roma) e diverse città italiane nelle stagioni successive. Nel 2015, il festival “Quartieri dell'Arte” di Viterbo aveva annunciato lo spettacolo Su altri libertini, di Michele Di Vito, « liberamente ispirato a Pier Vittorio Tondelli », con la regia di Massimiliano Vado, ma è andato poi in scena Vento e Bufera, «omaggio a Pier Vittorio Tondelli», stessi autore e regista.
Nella stagione 2024-2025 la Compagnia Licia Lanera in coproduzione con Albe/Ravenna Teatro riporta in scena  Altri libertini: adattamento e regia della stessa Lanera, che è anche interprete insieme a Giandomenico Cupaiuolo, Danilo Giuva e Roberto Magnani. Questa volta vengono scelti tre dei sei racconti che compongono il libro: Viaggio, Altri libertini e Autobahn, « incrociandoli e creando [...] un unico racconto per una messa in scena a quattro corpi. » Debutto al Roma Festival Europa il 15 ottobre, poi lunga tournée.

### Morte
Verso la fine dell'estate del 1990 Tondelli fu ricoverato all'ospedale di Reggio Emilia, affetto da AIDS, ma la notizia non fu divulgata. Si riavvicinò al cattolicesimo e continuò a lavorare a un progetto che non vide mai la luce. Riuscì però a ultimare la sceneggiatura di un film a cui stava lavorando, Sabato italiano diretto da Luciano Manuzzi, che uscì postumo. Morì il 16 dicembre 1991, a 36 anni.

## Influenza culturale
- Dal dicembre 1997, con la nascita del “Centro di documentazione Pier Vittorio Tondelli”[21] presso la biblioteca comunale, Correggio gli dedica ogni anno iniziative per perpetuarne la memoria, divulgarne l'opera e favorirne lo studio anche presso le nuove generazioni. In particolare, dal 2001, nei giorni prossimi all'anniversario della morte, viene organizzato un fine settimana con incontri, dibattiti, premi per giovani autori, mostre, proiezioni, che vanno sotto il nome di “Giornate Tondelliane”[22] e comprendono il “Seminario Tondelli”, giunto nel 2020 alla ventesima edizione.
- Il comune di Correggio gli ha intitolato una piccola piazza, nelle vicinanze del centro storico.
- Dal 2015 il teatro comunale della città di Riccione, fino ad allora conosciuto come Teatro del Mare, cambia ufficialmente nome e viene intitolato Spazio Tondelli in omaggio all'autore.[23]

## Opere

### Romanzi
- Pao Pao, Milano, Feltrinelli, 1982. ISBN 88-07-01282-0.
- Rimini, Milano, Bompiani, 1985. ISBN 88-452-7997-9.
- Camere separate, Milano, Bompiani, 1989. ISBN 88-452-1405-2.

### Raccolte di racconti
- Altri libertini, Milano, Feltrinelli, 1980. ISBN 88-07-88381-3.
- L'abbandono. Racconti dagli anni ottanta, a cura di Fulvio Panzeri, Milano, Bompiani, 1993. ISBN 88-452-1981-X. [postumo]

### Saggistica
- Un weekend postmoderno. Cronache dagli anni ottanta, Milano, Bompiani, 1990. ISBN 88-452-1658-6.

### Altri scritti
- Il diario del soldato Acci, in "Il Resto del Carlino" e "La Nazione", 1981 (raccolta di articoli).
- Biglietti agli amici, Bologna, Baskerville, 1986; Milano, Bompiani, 1997 (raccolta di prose).
- Frammenti dell'autore inattivo, in 19 racconti per Rinascita, a cura di Ottavio Cecchi e Mario Spinella, Roma, Editrice l'Unità, 1987, SBN UBO0136104.
- Tondelli. Il mestiere di scrittore. Una conversazione-autobiografia, a cura di Fulvio Panzeri e Generoso Picone, Ancona, Transeuropa, 1994. ISBN 88-7828-095-X; Roma, Theoria, 1997; Milano, Bompiani, 2001. [postuma]
- Diversi amori. Viaggio, introduzione di Dario Zonta, Milano, Feltrinelli, 2006 [estratto di Altri libertini].
- Viaggiatore solitario. Interviste e conversazioni 1980-1991, a cura di Fulvio Panzeri, Milano, Bompiani, 2021. [postuma]

### Drammaturgie
- Dinner Party, a cura di Fulvio Panzeri, Milano, Bompiani, 1994. ISBN 88-452-2246-2.

### Curatele
- Giovani blues. Under 25, a cura di, Ancona, Il lavoro editoriale, 1986. ISBN 88-7663-074-0; Milano, Mondadori, 1991.
- Belli & perversi. Under 25 secondo. Dieci racconti inediti, un progetto di, Ancona, Transeuropa, 1987. ISBN 88-7828-002-X; Milano, Mondadori, 1992; Milano, Costa & Nolan, 2006.
- Papergang. (Under 25 III), a cura di, Ancona-Bologna, Transeuropa, 1990. ISBN 88-7828-045-3.; Milano, Mondadori, 1992; Milano, Costa & Nolan, 2007.

### Opere complete
- I. Romanzi, teatro, racconti, a cura di Fulvio Panzeri, Milano, Bompiani, 2000. ISBN 88-452-4400-8.
- II. Cronache, saggi, conversazioni, a cura di Fulvio Panzeri, Milano, Bompiani, 2001. ISBN 88-452-4438-5.

### Saggi su Tondelli
- Rimini. Il romanzo vent'anni dopo. 1985-2005, a cura di Fulvio Panzeri, Rimini, Guaraldi, 2005. ISBN 88-8049-254-3.
- Riccione e la Riviera vent'anni dopo. 1985-2005, a cura di Fulvio Panzeri, Rimini, Guaraldi, 2005. ISBN 88-8049-271-3.